# Wilfredo Mendez
Wilfredo Mendez – filipiński zapaśnik walczący w stylu klasycznym.
Srebrny medalista igrzysk Azji Południowo-Wschodniej w 1997 i brązowy w 2003 roku.